# Maijansaari (ö i Norra Österbotten, Koillismaa, lat 65,87, long 29,09)
Maijansaari är en ö i Finland. Den ligger i sjön Oijusluoma och i kommunen Kuusamo i den ekonomiska regionen  Koillismaa ekonomiska region  och landskapet Norra Österbotten, i den nordöstra delen av landet, 700 km norr om huvudstaden Helsingfors. Öns area är 0,1 hektar och dess största längd är 50 meter i sydväst-nordöstlig riktning.